# Cantalpino
Cantalpino è un comune spagnolo di 1 105 abitanti situato nella comunità autonoma di Castiglia e León.